# 區領導

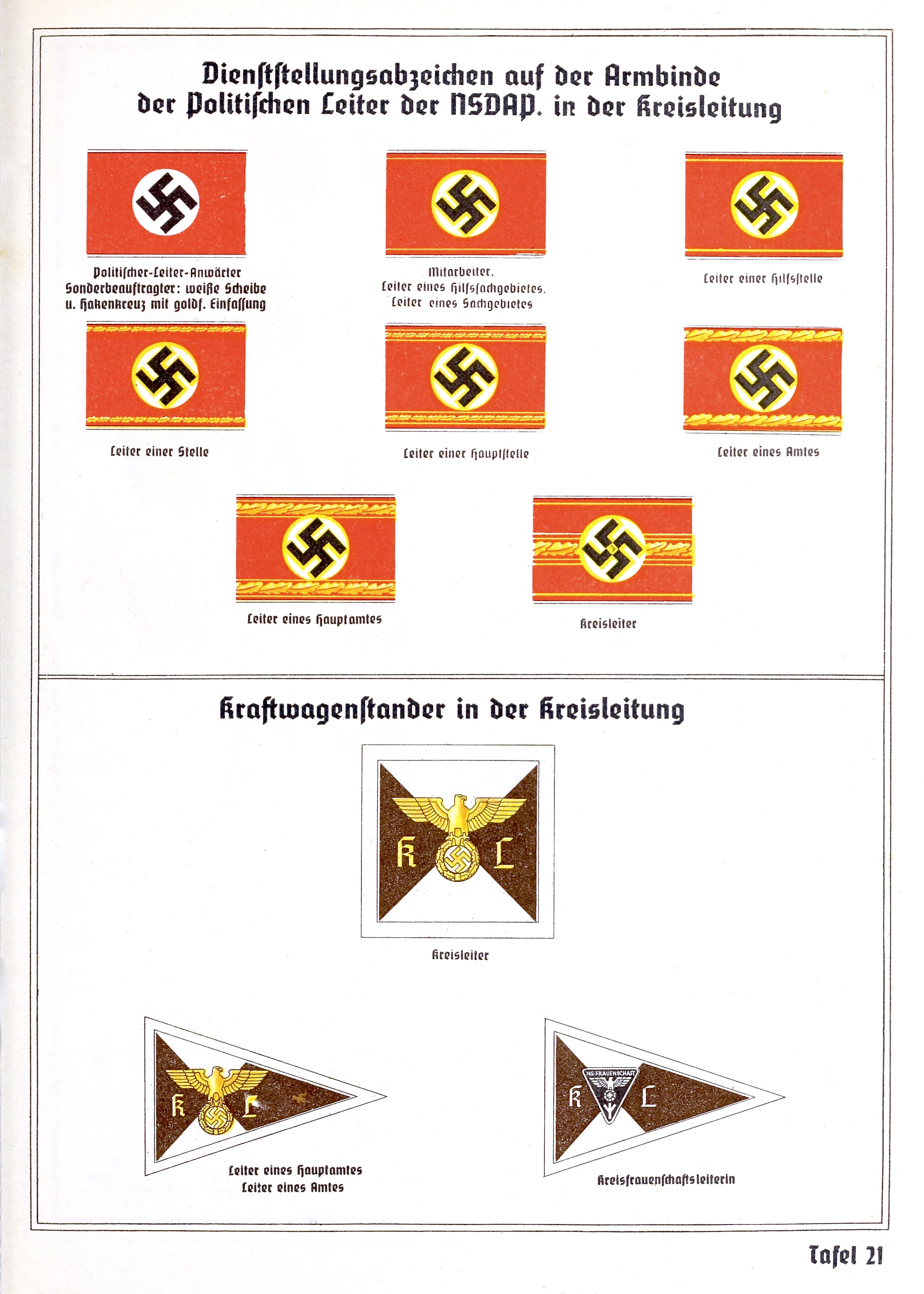
區領導所使用的臂章、座車旗帜和三角旗（1939）。

區領導（德語：Kreisleiter，德語發音：[ˈkʁaɪsˌlaɪtɐ]）是納粹黨的政治級別和頭銜，在1930年至1945年間作為政治級別存在，早在1928年就作為納粹黨的頭銜存在。區領導職位最初的設立是為了統整及整合納粹黨於德國國內各選舉區的事物，而在納粹掌權後，該職位由政黨機構轉變成為中央縣市政府機構之一，並取代了傳統的德國政府機構。
區領導的階級在1939年後被逐步取消，取而代之的是几个准军事政治级别之一。在此之前區領導的階級會配戴一个特殊的臂章表示。
最初區領導為纳粹党等级制度中的第四級，仅次于元首、全國領導和大區長官。 
區領導之下的第五級為地方團領導（Ortsgruppenleiter)。

## 來源
1. ↑  . nizkor.org. The Nizkor Project.   [26 March 2016]. （原始内容存档于9 November 2016）.